# دستنامه پرنده‌شناسی
دستنامه پرنده‌شناسی (به انگلیسی: Ornithological handbook)، یک کتاب (یا مجموعه‌ای از کتاب‌ها) است که اطلاعات خلاصه‌ای از پرندگان یک منطقه جغرافیایی خاص یا گروه طبقه‌بندی خاصی از پرندگان را ارائه می‌دهد. برخی از دستنامه‌ها بسیاری از جنبه‌های زیست‌شناسی موضوعات خود را پوشش می‌دهند، در حالی که برخی دیگر بر موضوعات خاص، به ویژه شناسایی تمرکز می‌کنند.

## فهرست دستنامه‌های پرنده‌شناسی با گستره جهانی
- کتاب دستنامه پرندگان جهان
- مجموعه خانواده‌های پرندگان جهان
- مجموعه راهنمای شناسایی هِلم